# Australasia en los Juegos Olímpicos
Australasia en los Juegos Olímpicos fue la denominación como llamó el Comité Olímpico Internacional al equipo conjunto con el que participaron Australia y Nueva Zelanda en los Juegos Olímpicos de Londres 1908 y Estocolmo 1912. La delegación estuvo representada por el Comité Olímpico Australiano y el Comité Olímpico Neozelandés.
Australasia participó en dos ediciones de los Juegos Olímpicos de Verano, obteniendo un total de 12 medallas: 3 de oro, 4 de plata y 5 de bronce.

## Medalleros

### Por edición
Juegos Olímpicos de Verano
| Evento         | Oro | Plata | Bronce | Total |
| -------------- | --- | ----- | ------ | ----- |
| Londres 1908   | 1   | 2     | 2      | 5     |
| Estocolmo 1912 | 2   | 2     | 3      | 7     |
| TOTAL          | 3   | 4     | 5      | 12    |

### Por deporte
Deportes de verano
| Evento    | Oro | Plata | Bronce | Total |
| --------- | --- | ----- | ------ | ----- |
| Atletismo | 0   | 0     | 1      | 1     |
| Boxeo     | 0   | 1     | 0      | 1     |
| Natación  | 2   | 3     | 3      | 8     |
| Rugby     | 1   | 0     | 0      | 1     |
| Tenis     | 0   | 0     | 1      | 1     |
| TOTAL     | 3   | 4     | 5      | 12    |